# California Register of Historical Resources
El California Register of Historical Resources (Registro de Recursos Históricos de California) es un programa del gobierno estatal de California para su uso por las agencias estatales y locales, grupos privados y los ciudadanos para identificar, evaluar, registrar y proteger los recursos históricos de California. El Registro es la guía autorizada significativa del estado de los recursos  arqueológicos históricos.
El "California Register program" alienta el reconocimiento público y la protección de los recursos arquitectónicos, con un significado histórico, arqueológico y cultural, identifica los recursos históricos para fines de planificación estatal y local, determina la elegibilidad para subvenciones preservación histórica del Estado y que ofrezcan ciertas protecciones bajo la California Environmental Quality Act (CEQA).

## Criterios para su designación
Para que un recurso para ser designado un hito histórico, debe cumplir con los siguientes criterios:
- Asociado con los acontecimientos que han hecho una contribución significativa a los patrones generales de la historia local o regional o el patrimonio cultural de California o el de los Estados Unidos.
- Asociado con la vida de las personas importantes de ámbito local, de California o de la historia nacional.
- Encarna las características distintivas de un tipo, período, región o método de construcción o representa el trabajo de un maestro o posee altos valores artísticos.
- Ha producido, o tiene el potencial para producir, información importante referente a la prehistoria o la historia de la zona, California o la nación.

## Efectos de designación
- Protección limitada: Revisión ambiental puede ser necesaria bajo CEQA si la propiedad se ve amenazada por un proyecto.
- El inspector de construcción local debe otorgar alternativas de código proporcionados bajo el « State Historical Building Code ».
- Los evaluadores locales de la propiedad pueden entrar en contrato con el dueño de la propiedad para la reducción de impuestos a la propiedad (Mills Act).
- El propietario puede colocar su propia "placa conmemorativa" o marcador en el sitio del recurso.